# Edin Višća
Edin Višća (Olovo, 1990. február 17. –) bosnyák válogatott labdarúgó, a török Trabzonspor csatára.

## Pályafutása

### Željezničar
2009 szeptemberében Višća hároméves szerződéssel csatlakozott a bosnyák élvonalban szereplő Željezničar Sarajevo csapatához, az alsóbb osztályú nevelőklubjától, a Budućnost Banovićtól. Első mérkőzését új csapatában a 2010. február 27-én játszotta az NK Čelik Zenica gárdája ellen. Április 3-án megszerezte első gólját a Travnik ellen. Május 23-án megszerezte első trófeáját a klubbal, amikor bajnoki címet ünnepelhetett.

### İstanbul Başakşehir
2011. augusztus 10-én aláírt a török İstanbul Başakşehir csapatához. Szeptember 11-én debütált a Galatasary elleni bajnoki mérkőzés során, amelyet győzelemmel zártak. Majdnem 5 hónap elteltével ugyanezzel a csapattal szemben megszerezte első gólját is a török ligában.
Alapembernek számított a 2013–14-es szezonban, amikor a csapata megnyerte a török másodosztályt. Az idényben 10 gólt és 10 gólpasszt jegyzett.
2014. április 20-án teljesítette a 100. mérkőzését az İstanbul Başakşehir csapatában.
2016 augusztusában meghosszabbították a kontraktusát 2020 júniusáig. Az évadban a klub a 4. helyen zárt a bajnokságban, Višća pedig a csapata házi góllövőlistájának az élén zárt.
2017. január 14-én a Kayserispor ellen megszerezte az 51. gólját, amellyel a klub történetének legeredményesebb játékosa lett.
A szezon végén ő adta a legtöbb gólpasszt a bajnokságban, pontosan 15-öt, amellyel egész Európában, ebben a statisztikában a második lett Kevin De Bruyne mögött és bekerült a Süper Lig év csapatába is.
2019. május 2-án őt nevezték meg a Süper Lig legjobb játékosának a szezonban, ezzel ő lett az első bosnyák labdarúgó, aki valaha kiérdemelte ezt a díjat. Három héttel később játszotta a 300. találkozóját a klubjában az Alanyaspor ellen.
2020. június 28-án a Galatasaray elleni találkozó 85. percében a kiállítás sorsára jutott, miután megkapta a második sárga lapját. A mérkőzés végül 1–1-el ért véget.
2020. július 19-én a Kayserispor ellen lépett csapatával, ahol ugyan egy büntetőt hibázott, de így is hazai pályán 1–0-ra győzelmet arattak, amivel története során először nyerte meg a török bajnokságot az isztambuli egyesület, összességében pedig a 6. olyan klub lett, amely bajnok lett az országban. A 2019–20-as évad utolsó bajnokiján, a Kasimpasa ellen megszerezte a 100. gólját a gárda mezében.
2020 októberében további 5 évre elkötelezte magát a Başakşehirhez. Október 20-án pályafutása során először lépett pályára a legrangosabb európai kupasorozatban, a Bajnokok Ligájában a német RB Leipzig ellen. Két héttel később megszerezte első gólját az angol Manchester United ellen 2–1-re megnyert meccsen.

### Trabzonspor
2022 januárjában a Trabzonsporhoz igazolt és 2025 júniusáig írt alá. Hivatalosan január 15-én debütált a Sivasspor elleni 1–1-es döntetlen során az új csapatában. Január 23-án megszerezte első gólját a Galatasaray ellen, amivel bebiztosította csapata győzelmét. Április 30-án nyerte el első trófeáját a klubbal, amikor bajnoki címet ünnepelhettek.

### A válogatottban
Többszörös bosnyák utánpótlás-válogatott.
2010 novemberében megkapta az első meghívóját a bosnyák felnőtt válogatottba egy Lengyelország elleni barátságos meccsre, amelyre 2010 decemberében került sor.
2014 júniusában nevezték Bosznia-Hercegovina labdarúgó keretébe a 2014-es világbajnokságra. 2015. június 12-én 2016-os Európa-bajnokság selejtezőjén megszerezte első és rögtön utána a második nemzeti góljait Izrael ellen.
2016 februárjában az ország sportúságírói a 2015-ös év bosnyák játékosának nevezték meg.
2019. november 15-én játszotta az 50. mérkőzését hazája válogatottjában a 2020-as Európa-bajnokság selejtezőjén Olaszország ellen.
2021. május 21-én bejelentette visszavonulását a válogatottól, ahol összesen 55 tétmérkőzésen lépett pályára.

## Statisztikái

### Klubcsapatokban
2022. december 28-án frissítve.
| Klub             | Szezon           | Liga                   | Liga  | Liga | Kupa  | Kupa | Nemzetközi | Nemzetközi | Összesen | Összesen |
| Klub             | Szezon           | Bajnokság              | Mérk. | Gól  | Mérk. | Gól  | Mérk.      | Gól        | Mérk.    | Gól      |
| ---------------- | ---------------- | ---------------------- | ----- | ---- | ----- | ---- | ---------- | ---------- | -------- | -------- |
| Željezničar      | 2009–10          | Bosnyák Premier League | 11    | 2    | 3     | 2    | —          | —          | 14       | 4        |
| Željezničar      | 2010–11          | Bosnyák Premier League | 27    | 9    | 6     | 0    | 2          | 0          | 35       | 9        |
| Željezničar      | 2011–12          | Bosnyák Premier League | 1     | 0    | 0     | 0    | 3          | 0          | 4        | 0        |
| Željezničar      | Összesen         | Összesen               | 39    | 11   | 9     | 2    | 5          | 0          | 53       | 13       |
| İstanbul BB      | 2011–12          | Süper Lig              | 36    | 5    | 1     | 0    | —          | —          | 37       | 5        |
| İstanbul BB      | 2012–13          | Süper Lig              | 27    | 3    | 0     | 0    | —          | —          | 27       | 3        |
| İstanbul BB      | 2013–14          | 1. Lig                 | 34    | 10   | 1     | 0    | —          | —          | 35       | 10       |
| İstanbul BB      | 2014–15          | Süper Lig              | 34    | 8    | 1     | 0    | —          | —          | 35       | 8        |
| İstanbul BB      | 2015–16          | Süper Lig              | 34    | 17   | 5     | 0    | 2          | 0          | 41       | 17       |
| İstanbul BB      | 2016–17          | Süper Lig              | 34    | 8    | 6     | 0    | 3          | 2          | 43       | 10       |
| İstanbul BB      | 2017–18          | Süper Lig              | 33    | 9    | 1     | 0    | 9          | 5          | 43       | 14       |
| İstanbul BB      | 2018–19          | Süper Lig              | 34    | 13   | 2     | 1    | 2          | 0          | 38       | 14       |
| İstanbul BB      | 2019–20          | Süper Lig              | 33    | 13   | 2     | 0    | 11         | 6          | 46       | 19       |
| İstanbul BB      | 2020–21          | Süper Lig              | 26    | 5    | 1     | 0    | 5          | 1          | 32       | 6        |
| İstanbul BB      | 2021–22          | Süper Lig              | 18    | 4    | 1     | 0    | —          | —          | 19       | 4        |
| İstanbul BB      | Összesen         | Összesen               | 344   | 95   | 21    | 1    | 33         | 14         | 398      | 110      |
| Trabzonspor      | 2021–22          | Süper Lig              | 18    | 5    | 3     | 1    | —          | —          | 21       | 6        |
| Trabzonspor      | 2022–23          | Süper Lig              | 4     | 0    | 0     | 0    | 0          | 0          | 5        | 0        |
| Trabzonspor      | Összesen         | Összesen               | 22    | 5    | 3     | 1    | 0          | 0          | 26       | 6        |
| Karrier összesen | Karrier összesen | Karrier összesen       | 405   | 111  | 34    | 4    | 38         | 14         | 478      | 129      |

### A válogatottban
2020. november 15-én frissítve.
| Nemzet              | Év       | Mérkőzés | Gól |
| ------------------- | -------- | -------- | --- |
| Bosznia-Hercegovina |          |          |     |
| 2010                | 1        | 0        |     |
| 2011                | 0        | 0        |     |
| 2012                | 0        | 0        |     |
| 2013                | 6        | 0        |     |
| 2014                | 8        | 0        |     |
| 2015                | 7        | 2        |     |
| 2016                | 6        | 0        |     |
| 2017                | 5        | 3        |     |
| 2018                | 9        | 3        |     |
| 2019                | 8        | 2        |     |
| 2020                | 5        | 0        |     |
| Összesen            | Összesen | 55       | 10  |

### Góljai a válogatottban
| #   | Dátum               | Helyszín                                          | Ellenfél      | Gól | Végeredmény | Kiírás                                       |
| --- | ------------------- | ------------------------------------------------- | ------------- | --- | ----------- | -------------------------------------------- |
| 1.  | 2015. június 12.    | Bilino Polje Stadion, Zenica, Bosznia-Hercegovina | Izrael        | 1–1 | 3–1         | 2016-os labdarúgó-Európa-bajnokság selejtező |
| 2.  | 2015. június 12.    | Bilino Polje Stadion, Zenica, Bosznia-Hercegovina | Izrael        | 3–1 | 3–1         | 2016-os labdarúgó-Európa-bajnokság selejtező |
| 3.  | 2017. március 25.   | Bilino Polje Stadion, Zenica, Bosznia-Hercegovina | Gibraltár     | 4–0 | 5–0         | 2018-as labdarúgó-világbajnokság-selejtező   |
| 4.  | 201. augusztus 31.  | GSP Stadion, Nicosia, Ciprus                      | Ciprus        | 2–0 | 2–3         | 2018-as labdarúgó-világbajnokság-selejtező   |
| 5.  | 2017. október 7.    | Grbavica Stadion, Szarajevó, Bosznia-Hercegovina  | Belgium       | 2–1 | 3–4         | 2018-as labdarúgó-világbajnokság-selejtező   |
| 6.  | 2018. június 1.     | Csondzsu World Cup Stadion, Csondzsu, Dél-Korea   | Dél-Korea     | 1–0 | 3–1         | Barátságos mérkőzés                          |
| 7.  | 2018. június 1.     | Csondzsu World Cup Stadion, Csondzsu, Dél-Korea   | Dél-Korea     | 2–1 | 3–1         | Barátságos mérkőzés                          |
| 8.  | 2018. június 1.     | Csondzsu World Cup Stadion, Csondzsu, Dél-Korea   | Dél-Korea     | 3–1 | 3–1         | Barátságos mérkőzés                          |
| 9.  | 2019. március 26.   | Bilino Polje Stadion, Zenica, Bosznia-Hercegovina | Görögország   | 1–0 | 2–2         | 2020-as labdarúgó-Európa-bajnokság selejtező |
| 10. | 2019. szeptember 5. | Bilino Polje Stadion, Zenica, Bosznia-Hercegovina | Liechtenstein | 4–0 | 5–0         | 2020-as labdarúgó-Európa-bajnokság selejtező |

## Sikerei, díjai

### Klubcsapatokban
Željezničar
- Bosnyák bajnok: 2009–10, 2011–12
- Bosnyák kupa: 2010–11

İstanbul Başakşehir
- Török bajnok: 2019–20[39]
- Török másodosztály: 2013–14[8]

Trabzonspor
- Török bajnok: 2021–22
- Török szuperkupa: 2022[40]

### Egyéni
- Bosnyák Premier League – Az év legjobb fiatal játékosa: 2010
- Süper Lig – Az év játékosa: 2018–19[15]
- Süper Lig – A legtöbb gólpassz: 2017–18, 2018–19, 2019–20

## Fordítás
Ez a szócikk részben vagy egészben  az   Edin Višća című angol Wikipédia-szócikk fordításán alapul.  Az eredeti cikk szerkesztőit annak laptörténete sorolja fel. Ez a jelzés csupán a megfogalmazás eredetét és a szerzői jogokat jelzi, nem szolgál a cikkben szereplő információk forrásmegjelöléseként.